# Voves cendré
Pour les articles homonymes, voir Voves.
Voves, voves cendré, cendré de la Beauce est un ancien fromage français au lait de vache produit à Voves, dans le sud du département d'Eure-et-Loir et la région naturelle de Beauce. En vogue avant la Première Guerre mondiale, ce fromage a disparu en raison de la mécanisation des cultures qui a entrainé la disparition de la main d'œuvre agricole locale.